# Seznam euroregionů v Česku
Seznam euroregionů v Česku obsahuje všechny euroregiony zasahující na území Česka. Euroregiony jsou seřazeny postupně dle toho jak spolu sousedí.

## Euroregiony s českou účastí
| Název euroregionu                                                         | Kód | Rok založení | Partnerské země     | Okresy do kterých euroregion zasahuje                                                            | Oficiální stránky |
| ------------------------------------------------------------------------- | --- | ------------ | ------------------- | ------------------------------------------------------------------------------------------------ | ----------------- |
| Nisa / Neiße / Nysa                                                       | 4   | 1991         | Německo, Polsko     | Česká Lípa, Děčín, Jablonec nad Nisou, Liberec, Semily                                           | ,                 |
| Labe / Elbe                                                               | 5   | 1992         | Německo             | Děčín, Litoměřice, Teplice, Ústí nad Labem                                                       |                   |
| Krušnohoří / Erzgebirge / Rudawy                                          | 6   | 1992         | Německo             | Chomutov, Litoměřice, Louny, Most, Teplice                                                       |                   |
| Egrensis                                                                  | 7   | 1993         | Německo             | Cheb, Karlovy Vary, Sokolov, Tachov                                                              |                   |
| Šumava - Bavorský les / Bayerischer Wald - Böhmerwald                     | 8   | 1993         | Německo, Rakousko   | Český Krumlov, Domažlice, Klatovy, Prachatice, Strakonice                                        |                   |
| Silva Nortica (Severní hvozd, Jihočeská Silva Nortica)                    | 20  | 2002         | Rakousko            | České Budějovice, Jindřichův Hradec, Písek, Tábor                                                |                   |
| Pomoraví - Weinviertel - Zahorie / Weinviertel - Südmähren - Westslowakei | 15  | 1999         | Rakousko, Slovensko | Blansko, Brno-město, Brno-venkov, Břeclav, Hodonín, Vyškov, Znojmo                               |                   |
| Bílé Karpaty / Biele Karpaty                                              | 14  | 2000         | Slovensko           | Kroměříž, Uherské Hradiště, Vsetín, Zlín                                                         |                   |
| Beskydy / Beskidy                                                         | 13  | 2000         | Polsko, Slovensko   | Frýdek-Místek, Karviná, Nový Jičín, Ostrava-město                                                |                   |
| Těšínské Slezsko / Śląsk Cieszyński                                       | 12  | 1998         | Polsko              | Frýdek-Místek, Karviná                                                                           |                   |
| Silesia                                                                   | 11  | 1998         | Polsko              | Bruntál, Nový Jičín, Opava, Ostrava-město                                                        |                   |
| Praděd / Pradziad                                                         | 10  | 1998         | Polsko              | Bruntál, Jeseník                                                                                 |                   |
| Glacensis (Pomezí Čech, Moravy a Kladska)                                 | 9   | 1996         | Polsko              | Hradec Králové, Jeseník, Náchod, Rychnov nad Kněžnou, Svitavy, Šumperk, Trutnov, Ústí nad Orlicí |                   |